# Josep Maria Ventura i Casas
Josep Maria Ventura i Casas (Alcalá la Real, Jaén, 2 de febrer de 1817 - Figueres, Alt Empordà, 24 de març de 1875), conegut popularment amb el nom de Pep Ventura, fou un músic i compositor que consolidà la sardana llarga i reformà la cobla donant-li amplitud. Fou un personatge popular a l'època com a emprenedor cap de cobla, prolífic compositor i destre tenora. Va viure sempre a Figueres. Fou un admirable instrumentista, ídol a les festes majors empordaneses, virtuós del flabiol, la flauta, el clarinet i insuperable i agilíssim improvisador en els «obligats» dels valsos, masurques, polques i rigodons, màxima delícia dels saraus vilatans.

## Biografia
Fill de família empordanesa, neix accidentalment en la localitat andalusa d'Alcalá la Real on el seu pare, fill de Roses, hi era destinat com a militar. Al cap de dos anys la família retorna i aviat el nen queda orfe i se'n va a viure a casa l'avi patern. Aprengué l'ofici de sastre i nocions de solfeig a l'obrador del seu futur sogre Joan Llandrich, del qual n'heretà cap al 1848 la direcció de l'antiga cobla que portava el seu nom.
Considerava l'extensió melòdica de la sardana massa poca cosa, sempre de 96 compassos i d'escassament 2 minuts de durada, així que s'embarcà en innovar la sardana, amb obres d'un nombre il·limitat de compassos (sardana llarga) enfront de la tradicional (la curta).
Els contactes amb el constructor rossellonès Andreu Toron el portaren a adoptar un nou model de tenora ja força semblant a l'actual. Aquest fet encara feu augmentar més el seu prestigi potenciant així la composició de l'amplitud melòdica i la incorporació de tonades tradicionals, agafant temes del repertori operístic i de sarsuela, i altres de caràcter emblemàtic, que es posaren de moda i generaren eufòria per les sardanes llargues.

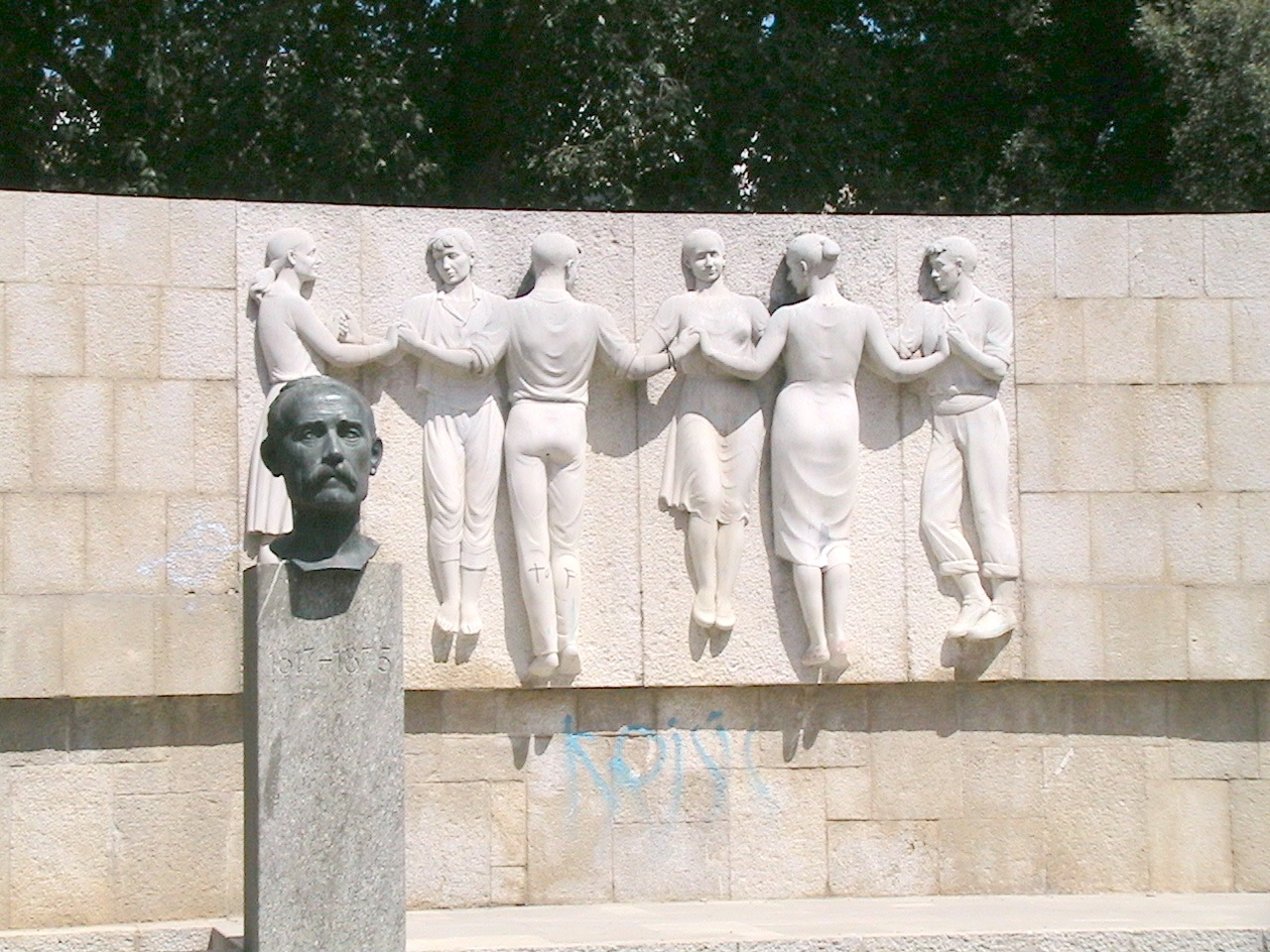
Homenatge de la ciutat de Figueres a Pep Ventura

També considerant minsa a la cobla, en va fer una clara transformació. S'ocupà de liderar el canvi de l'arcaica cobla de tres quartans (cornamusa, xeremia, flabiol i tamborí) en un conjunt que inicialment era de cinc o set sonadors, i que progressivament anar incorporant instruments de metall. També va coordinar en dos rengles els instruments de fusta i de metall, que capçava amb un contrabaix. Les altres cobles també prengueren aquest model, que ha perdurat amb lleugers retocs, tant per la qualitat de la innovació com pel captivament de Pep Ventura com a solista i per la inspiració de les melodies que donava a conèixer.
Contribuí doncs també a l'assentament d'un ric conjunt instrumental de cobla que no tardà a ser imitat progressivament per totes les altres formacions de les comarques en les quals la sardana tenia carta de naturalesa. A finals dels 50 la seva cobla comptava amb 9 músics i cobria regularment els serveis de ball del Casino Menestral, societat cultural i recreativa figuerenca.
Ventura també s'inspirà en el folklore català, transcrivint tonades populars com El cant dels ocells, i en donà de primitives, com Per tu ploro, que fou estrenada a Barcelona el 1872 per una cobla augmentada de vint-i-un músics. Ventura plorava per l'absència de Maria, la seva muller, morta el febrer de 1864.
Deixà escrites 312 sardanes llargues, moltes d'elles sense títol, un nombre important de curtes i moltes composicions corals, entre les quals es destaca Arri, Moreu, premiada en el certamen claverià del 1864. Del seu corpus, format per més de 550 peces, s'ha dit que conté dos mil temes musicals; es conserva, escrit per la mà de l'autor, a l'arxiu de l'Orfeó Català.
Per la seva sardana El diablo en el poder i d'altres que li seguiren, es va veure implicat en el que es podria denominar la guerra de la Sardana Republicana.
Va morir el 1875, deixant empremta en la cultura musical catalana. Les seves melodies arranjades per mestres com Pujol, Nicolau, o Lluís Albert, han fet de Pep Ventura un home immortal. És al Panteó de Figuerencs Il·lustres del Cementiri de Figueres. A càrrec de la seva orquestra-cobla el va succeir el seu fill Benet Ventura.

## Sardanes
Des de principis del segle xx, la sardana es va anant convertint en símbol de la música tradicional catalana. Es van exaltar aquelles sardanes que s'inspiraven en cançons populars i elements tradicionals en lloc de en qualsevol element extern o modern, com fragments de òpera o sarsuela. En aquest context, Pep Ventura es va convertir en el pare de la sardana moderna, sent la principal inspiració per la seva música melodies catalanes de caràcter popular.
No obstant això, també va escriure algunes sardanes sobre temes d'òpera i sarsuela -entre d'altres, la Sardana sobre motivos de la Traviatta, la més antiga que s'ha conservat. A aquests tipus d'adaptacions, als fragments on es fa referència a l'òpera o sarsuela no hi trobem cap mena de manipulació melòdica, emprant principalment les parts instrumentals en lloc de les parts vocals per adaptar l'obra a la forma sardana -amb notables excepcions, com són Sardana del barbero de sevilla o Fray José.
Pep Ventura també destaca per compondre sardanes sobre peces corals i sardanes corejades, fetes per ser cantades. Entre les primeres destaquen les sardanes sobre Arre moreu, d'un poema de Josep Vergés i Almar. Pel que fa a les sardanes corejades, destaquen Lo plor de amor, Sardana dels Rajolers, Sardana de Cabanas i La barretina bermella. També va compondre vuit sardanes sobre temes corals de Clavé: les tres sardanes sota el títol Ninas del ter, Sardana Lo somni de una verge, Sardana de la nina dels ulls blaus, De bon matí, Cap al tart i Les flors de maig.
Destaquen també les seves sardanes revesses: La embustera i La enfadosa. Consisteixen en una mena de competició amb els balladors, on la melodia es repeteix contínuament i quasi sense variacions entre els curts i els llargs, de manera que qui les balla ha d'observar les més petites variacions musicals per ballar-la correctament.
Va escriure 15 sardanes-havaneres aproximadament durant la dècada de 1860. El gènere de l'havanera va tindre una alta popularitat tant a Espanya com a la resta d'Europa i Pep Ventura va utilitzar les havaneres més conegudes per cridar l'atenció dels balladors, de la mateixa manera que va emprar melodies populars catalanes, fragments d'òpera o corals. Pel que fa als títols, n'hi ha dues que no en tenen, mentre que la resta tenien un títol literari (La mulata, Quiereme niña hermosa, Sardana halla voy yo, Sardana larga de la molinera, Sardana de los dos ciegos i El guachindanguito) o genèric. Pel que fa al seu ritme, Ventura emprava de manera indiscriminada el compàs de 6/8 i de 2/4. A més, quan emprava el compàs de 6/8, aplicava una accentuació que donava lloc a hemiòlies que creaven una mena de polirítmia amb la melodia, un efecte molt característic de les danses cubanes. S'hi donava una certa llibertat en la interpretació del ritme de la melodia amb la intenció d'obtindre un ritme amb swing, propi de l'havanera. Aquest ritme swing, juntament amb l'acompanyament en ostinato, donava un efecte molt característic a aquestes sardanes, que va donar lloc a l'expressió "tanguejar" per fer referència a arrossegar el ritme del solista envers el ritme de l'acompanyament.
Pel seu caràcter públic i la seva celebració al aire lliure, les sardanes llargues i les farandoles van esdevenir un símbol republicà i van ser molt promocionades durant el Sexenni Revolucionari. Pel que fa a les composicions de Pep Ventura, en aquest context destaquen La marsellesa i Cants del dia. La marsellesa es tracta de la transcripció de l'himne nacional francés per a flabiol, dos tibles, dues tenores, dos cornetins, dos trombons i baix, però sense un caràcter ballable. Cants del dia és una sardana llarga que conté la melodia de l'Himne de Riego. També destaca la Sardana Can Can, que fa referència a La Cansó del 6 d'octubre, dictada durant l'alçament del 6 d'octubre de 1869. També va adaptar fragments d'òperes i sarsueles nacionals, com La Muette de Portici, El barón de la Castaña, Los Magyares o Catalina.
Una mirada fou interpretada en una ballada de sardanes per les Festes de la Mercè de Barcelona l'any 1872. i en 2017 fou escollida per la Confederació Sardanista de Catalunya per ser interpretada el 18 de juny a totes les ballades del "Dia Universal de la Sardana".

## Llistat de sardanes[7]
| - A beure vi bo - A Font Romeu - A la Bonanova - A la mestresa - A la Salud - A Montserrat, estrenada l'any 1860 - A Núria - A sota el Mas Ventós - Ai de l'amor - Ai quin gust - Ai quines noies! - En veure despuntar - Alça noia - Allà vaig jo - Amb el so dels nostres tibles - Anem a ballar - Anem a la font - Anem al Llobregat - Antolina - Aquesta minyona - Aquesta no em convé - Arri, Moreu, estrenada l'any 1864 - Bé parles prou - Bona notícia - Bonansa - Cants de l'avi - Cants del dia - Carmeta - Casilda - Catalina - Catalunya - Caterina - Colometa - Com tu vulguis - De bon matí - Del Magí - Dionisia - El baró de la Castanya - El brindis - El cant dels ocells, estrenada l'any 1865 - El carreter - El diablo en el poder - El major lluminar - El pardal - El plorar d'una pastora - El rossinyol - El somni d'una noia - El somni d'una verge - El vailet - Ells ho diran - Els merlots - Els minyonets - Els nobles fadrins de l'Empordà - Els ocellets cantant - Els papagais - Els passarells - Els segadors, estrenada a Figueres pel 1r Aplec el 31/05/1962 - Em faràs content - En aquell temps - En Gaspar - En Jan quan va arribar | - En Jep i en Jaume - En la nit més ditxosa - Enriqueta - Enyorança - Esclava - Felipa - Fra diàbolo - Ja som aquí - La barretina vermella - la batxillera - La benvinguda - La Birundo, quina donzella - La boravia - La calàndria - La capritxosa - La costurera - La cotolines - La donzella de la costa - La festa major - La filomena - La fira del pont - La gelosa - La gentil pastora - La germana - La Gracieta - La joia de l'Empordà - La llaminera - La lleugera - La malitona - La Manela - La marllenga - La marrusinya - La marsellesa - La matinada de l'Empordà, estrenada a Figueres l'any 1865 - La mentidera - La merla - La molinera - La mònica - Las mulata - La muntanyenca - La nina dels ulls blaus - La noia i el seu xicot - La noia ja dorm - La non non - La pagesa - La passa rius - La pastora i la cabreta - La pastoreta - La piteri - La presumida - La primavera - La prussiana - La pubilleta - La Quimeta - La Riteta - La Rosalia - La Roser - La Salomé - La sardana del vailet - La senyoreta - La Sileta | - La Sonàmbula - La Teta i en Mateu - La tombarella - La trapassera - La tristor de les nostres mares - La Vicenteta - La Vilaritxa - L'agraviada - L'amable - Les nines del Ter - Les ninetes del vi bo - Les noietes de Figueres - L'esmolet vell - L'Esperanceta - Lo cant del pastor - Lo dissabte de Pasqua - Lo somaten - Memòria d'un amic - M'estimaràs - Molt bé - Mon pare m'ha casada - Nineta de prop del riu - No em toquis el monyo - No estiguis trista - No la despertis - No m'incomodis - Noia deixa't estimar - On són les oquetes? - Pensa amb mi - Per tu ploro, estrenada a Barcelona (Plaça de Catalunya) el 29/09/1872 - Per tu serà la pena i per mi el dolor - Planys d'amor - Quan ens veurem? - Què farem? - Ric i ploro - Sardana can can - Sardana curta - Sardana de la sonàmbula - Sardana de tenor - Sardana del Barbero de Sevilla - Sardana dels rajolers, estrenada a Vilafant l'any 1872 - Sardana llarga sobre motivos de la Traviata - Sardana sobre motius del Faust - Sempre riu - Silvèria - Toc d'oració - Torna'm el ram - Totes volen hereu - Tristos ais - Un casament - Un consol - Un dolç record - Un somni de pagès - Una cita - Una mirada - Una queixa - Una romeria - Una rosa - Una trista despedida - Una viudeta alegre - Vinga broma |

## Fons personal
El fons de partitures de Pep Ventura es conserva al Centre de Documentació de l'Orfeó Català. Consta en la seva majoria de sardanes per a instruments de música de cobla. La gran majoria d'aquestes sardanes tenen un títol propi. Entre les més destacades hi trobem: Per tu ploro o Toc d'oració. Però també un nombre destacat de composicions el títol de les quals aporta informació dels instruments que la interpreten, per exemple: sardana llarga de cornetines, de tenores, de baixos, de castanyoles, de fiscorn, de flabiol, de tibles, o fins i tot “otra” o “idem” són utilitzats per designar sardanes. També trobem 3 sardanes sobre motius operístics (de les òperes: La traviata, El barber de Sevilla i El Faust).